# 標的えい航装置 RM-30A

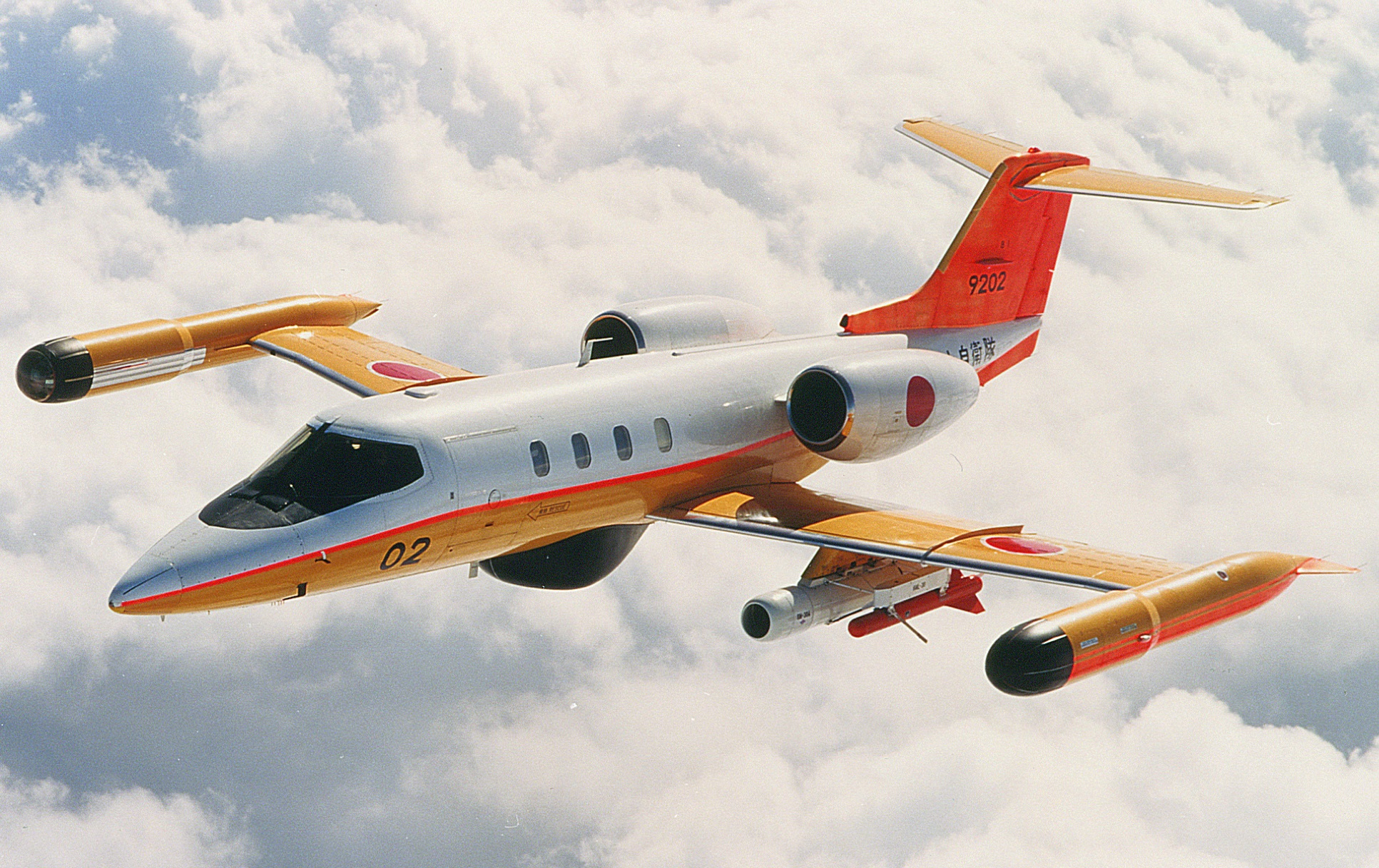
標的えい航装置RM-30Aを主翼下に搭載したU-36A訓練支援機。写真の9202号機は2003年に事故で失われている。

標的えい航装置 RM-30A（ひょうてきえいこうそうち RM-30A）は、アメリカ合衆国のメギット・ディフェンス・システムズが開発した曳航式の対空射撃訓練装置である。アメリカ及び世界各国で使用され、日本の海上自衛隊でもU-36A訓練支援機及びUP-3D電子戦訓練支援機で使用されている。日本での定期修理等のメンテナンスは日本飛行機が契約している。また、兄弟機の機関砲標的装置(A/A37U-36)は航空自衛隊で空対空射撃訓練用として運用されている。

## 概要

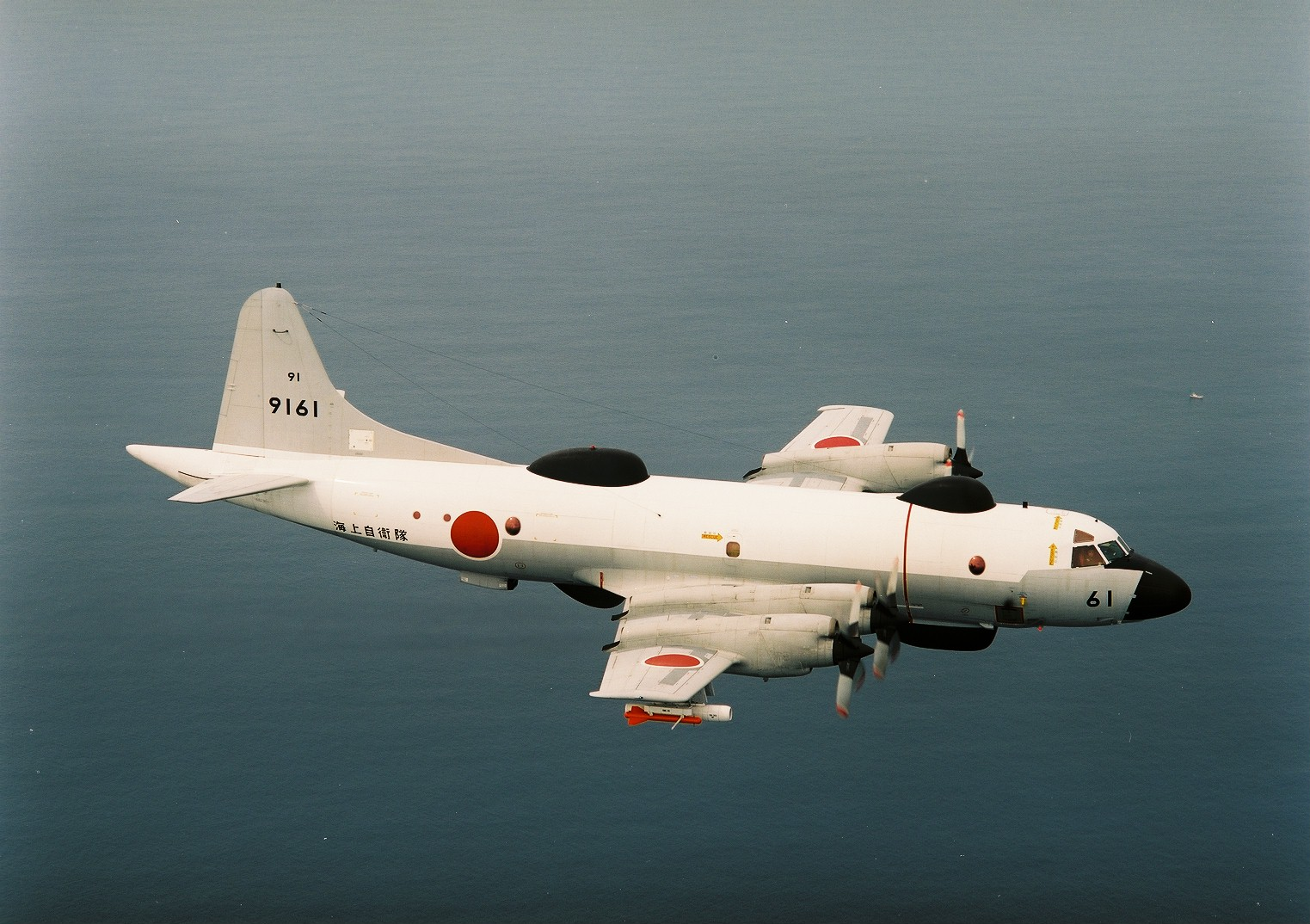
標的えい航装置RM-30Aを装備しているUP-3D電子戦訓練支援機。航続距離が長く、エンジン出力が大きくて標的えい航時の速度も速いUP-3Dでの訓練支援は、運用側から非常に高く評価されている。

標的えい航装置 RM-30Aはえい航標的の揚収が可能な標的えい航装置で、様々なえい航標的を運用可能である。使用国はアメリカ、イギリス、日本、韓国など世界中の多くの軍事組織及び民間軍事会社によって使用されており、また多種多様な航空機に適合し、搭載母機はガルフストリーム G100、リアジェット 35/36、ファルコン 20、アルファジェット、L-59 、ハンターなど非常に多岐に渡っている。

## 主な機能
標的えい航装置 RM-30Aの主な機能は以下のとおり。
- 2ウェイのリーリングシステムにより回収と再使用可能な曳航標的
- 搭載母機への導入は大幅な改修が不要
- NATO標準のエジェクターラックのラグへの互換性を有する
- 光学ビデオによる標的回収モニターを搭載可能
- 全世界で使用可能とするために米国軍用規格へ準拠し認定を取得済

## 構成
標的えい航装置 RM-30Aは以下の主要なサブシステムから構成される。
| システム名                                           | 内容 |
| ---------------------------------------------------- | --- |
| TOWREEL（標的曳航装置）                              | RM-30A REELING MACHINE |
| Target Set（曳航標的）                               | 下記の"搭載可能なえい航標的"を参照。 |
| Cockpit Control Display（コクピット制御/表示パネル） | コクピット内にある制御/表示パネル。ここに索長又は索のテンションがデジタル表示され、えい航索を切断するカッターのスイッチを備える。                                           |
| Peculiar Support Equipment（専用サポート機器）       | Cable Winding Machine System Test Set Winch Control Box Reel Work Stand Reel cradles Tow Winch Maint Stand Turbine Extension Assy Turbine Drive Assy Cable Swaging Tool Kit |
| Depot Support Equipment（デポ用サポート機器）        | 整備で使用される機能診断装置等 |

## 運用性能
標的えい航装置 RM-30Aの運用性能は以下のとおり。
- 搭載母機運用範囲（max）：500 KCASまたはマッハ0.95 機動6.0G
- 標的展張可能範囲:速度250 KCAS

## 搭載可能なえい航標的
GT-400 Glide target
GPSを装備し、えい航の後に切り離して発進する滑空型標的。最大約40NMの飛翔が可能で、射撃評価装置を内蔵することによりリアルタイムで射撃評価が可能。
TDK-39A Aerial gunnery tow target
機関砲による空対空射撃訓練に用いられるえい航標的。射撃評価装置を内蔵することによりリアルタイムで射撃評価が可能。
TGX Augmented radar tow target
レーダー反射材と発光による視認性拡大装置を備え、CIWSやミサイルの標的に用いられるえい航標的。
TGX-IR All aspect realistic infrared signature tow target
ジェット燃料による赤外線発生装置を備え、全方位から使用可能な赤外線誘導ミサイル用えい航標的。
TIX Infrared-augmented tow target
バーナーによる赤外線発生装置を備えた赤外線誘導ミサイル用えい航標的。
TLX-1 Low-level height-keeping tow target
飛翔高度を20-500ftで設定可能なえい航標的。RM-30A1と共に海上自衛隊への導入が始まっている。
TPT Plume augmented target
ジェット燃料による赤外線発生装置を備えた赤外線誘導ミサイル用えい航標的。
TRX radar augmented tow target
内部にレーダー反射面積を可変出来る電波反射体を備え、音響やドップラーによるスコアリング装置を搭載可能なえい航標的。RM-30A1と共に海上自衛隊への導入が始まっている。
現在、海上自衛隊で運用されているえい航標的及びえい航索
| 名称(契約品名)               | 画像 | 製造会社   | 詳細 |
| ---------------------------- | ---- | ---------- | --- |
| 高速えい航標的（JAQ-5）      |      | 日本飛行機 | 標準型 射撃評価装置（MDI）を搭載したタイプ。この射撃評価装置は契約品名MDMSインストレーション・キット改1でアメリカからの輸入品。調達後に製造メーカーへ官給される。射撃結果はテレメトリで搭載母機へ送信されて解析される。 レーダー反射型 射撃評価装置（MDI）を搭載していないタイプで、内部にレーダーリフレクターを備えている。射撃評価は砲弾の近接信管の炸裂を光学観測することにより有効弾の判定を行う。 なお、以前には目視照準用として前方に点滅するライトを備えた発光型、近接信管の試験に用いるため、被弾して海上へ投棄しても回収可能なように筐体をアルミ化して浮力材を充填したタイプ等が存在した。 |
| 超低高度えい航標的（JAQ-50） |      | 日本飛行機 | 電波高度計と可動可能な中央翼を備え、最低高度20ftで飛翔可能なえい航標的。主にCIWSの訓練に使われる。また、衝突回避のために艦船からの無線コマンドにより一時的に急上昇させるホップアップ機能を有する。なお、射撃評価装置（MDI）も搭載可能となっている。比較的安価に超低高度目標をシミュレート出来る有用な機材で、XAAM-4の技術試験等にも用いられた。 |
| 標的用えい航索               |      | 日本飛行機 | 電波式近接信管の誤作動を防止するため、電波を反射し難いケブラー系材料を使用している。計3回までの使用が可能で、展張可能な索長は4,000m以上に達する。 |

## 派生及び発展型

### RM-30B
RM-30AをA-4、A-7、F-4、F-5、F-16、F-18A、F-CK-1などの戦闘機へ適合させたタイプ。台湾のAIDCではRADOPS（Doppler Radar Scoring）によるリアルタイムスコアリングシステムを搭載し、TDK-39A Aerial gunnery tow targetにより空対空機関砲射撃訓練に用いている。

### RM-30A1
RM-30Aから空気圧及び油圧システムを排除してフル電動化されたタイプ。電動化によりメンテナンスの簡略化と空気圧容量による運用制限から解放されている。なお、元の RM-30Aシステムが認定されている全ての航空機と互換性がある。また、えい航索切断用のカッターも二重化された。現在、UP-3D用に海上自衛隊への導入が始まっている。

### RMK-35
RADOPS（Doppler Radar Scoring）によるリアルタイムスコアリングシステムを搭載したもの。機関砲標的装置(A/A37U-36)の構成品として航空自衛隊で戦闘機の機関砲の空対空射撃訓練用として運用されている。

## 海上自衛隊での運用
海上自衛隊ではU-36A訓練支援機及びUP-3D電子戦訓練支援機で艦砲及びCIWSの対空射撃訓練用として使用されており、定期修理等のメンテナンスは日本飛行機が契約している。なお、U-36Aは運用側からパワーが弱くて訓練支援時に速度が遅い、小型のため機内が狭く、また天候の影響を受けやすくて航続距離が短いなど数々の不満があり、UP-3Dの訓練支援はそれらを補うものとして歓迎されている。ただ、元々UP-3Dは電子戦訓練支援機として要求され、標的えい航母機として要求されたものではない。海上自衛隊は本来は訓練支援機として大型の3発ビジネスジェット機であるダッソー ファルコン 50を希望していたが、当時の日米貿易摩擦を配慮してリアジェット社製の機体が選定されたとの話がある。
なお、U-36Aは2022年（令和4年）12月16日に閣議決定された「防衛力整備計画」より用途廃止の方針となっており、今後は民間会社への訓練支援の委託によって順次廃止することとされているが、えい航標的による訓練支援は当分UP-3Dによって行われる。ただ、近年は任務の多様化や各種ミサイルの導入により、艦砲による対空射撃訓練の機会は次第に減少する傾向にある。
海上自衛隊で使用されるえい航標的は主に国産の高速えい航標的JAQ-5（射撃評価装置付の標準型とレーダー反射型の2種類）及び超低高度えい航標的JAQ-50で、えい航索は鋼索ではなく砲弾の近接信管を誤作動させないように電波を反射し難いケブラー製材料を使用している。現在、RM-30A1の導入と共にえい航標的及びえい航索(ハイブリッド索)もMeggitt社製品の輸入による導入が始まっている。

### 不具合
RM-30Aはえい航索を切断するカッターが一系統しかなく、RM-30Aに何らかの不具合があって動作不能となった場合はカッターが使用出来ない。その際にえい航標的を展張している場合は、えい航標的や曳航索を引っ張ったまま帰投できないため、RM-30Aごと機体から投棄しなくてはならない。海上自衛隊では1990年代にそのような事例が発生して実際に投棄している。なお、エジェクターラックとしてU-36AはMAU-12Cを、UP-3DはBRU-15を使用している。
この事案に対する海上自衛隊の対応は、コスト的な問題からカッターを二重化するなどの対策ではなく、定期修理の導入など点検整備を充実化させることで凌いでいる。なお、航空自衛隊が運用している兄弟機の機関砲標的装置(A/A37U-36)の標的えい航装置RMK-35及び最近導入が始まったRM-30A1ではカッターが二重化されている。

## 画像

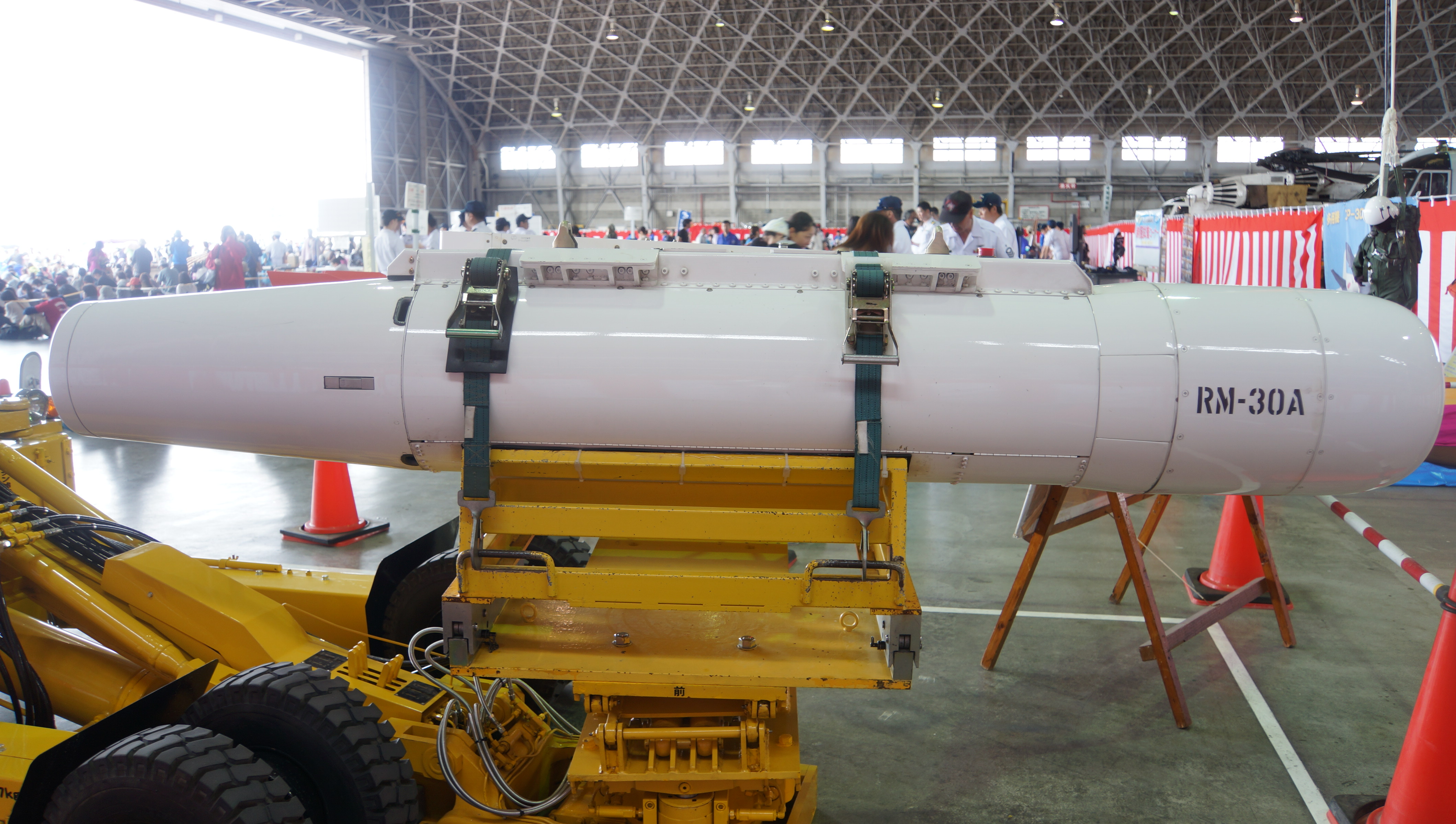
海上自衛隊で運用されているRM-30A。なお、海上自衛隊のRM-30Aは全て米国製造会社からの輸入品である。訓練支援機は僚機がおらず単独で運用するので、収容する標的を外部から確認するために、側方のランチャー部にビデオカメラが追加装備されており、標的収納時に機内のモニターで標的の状態を確認出来る。
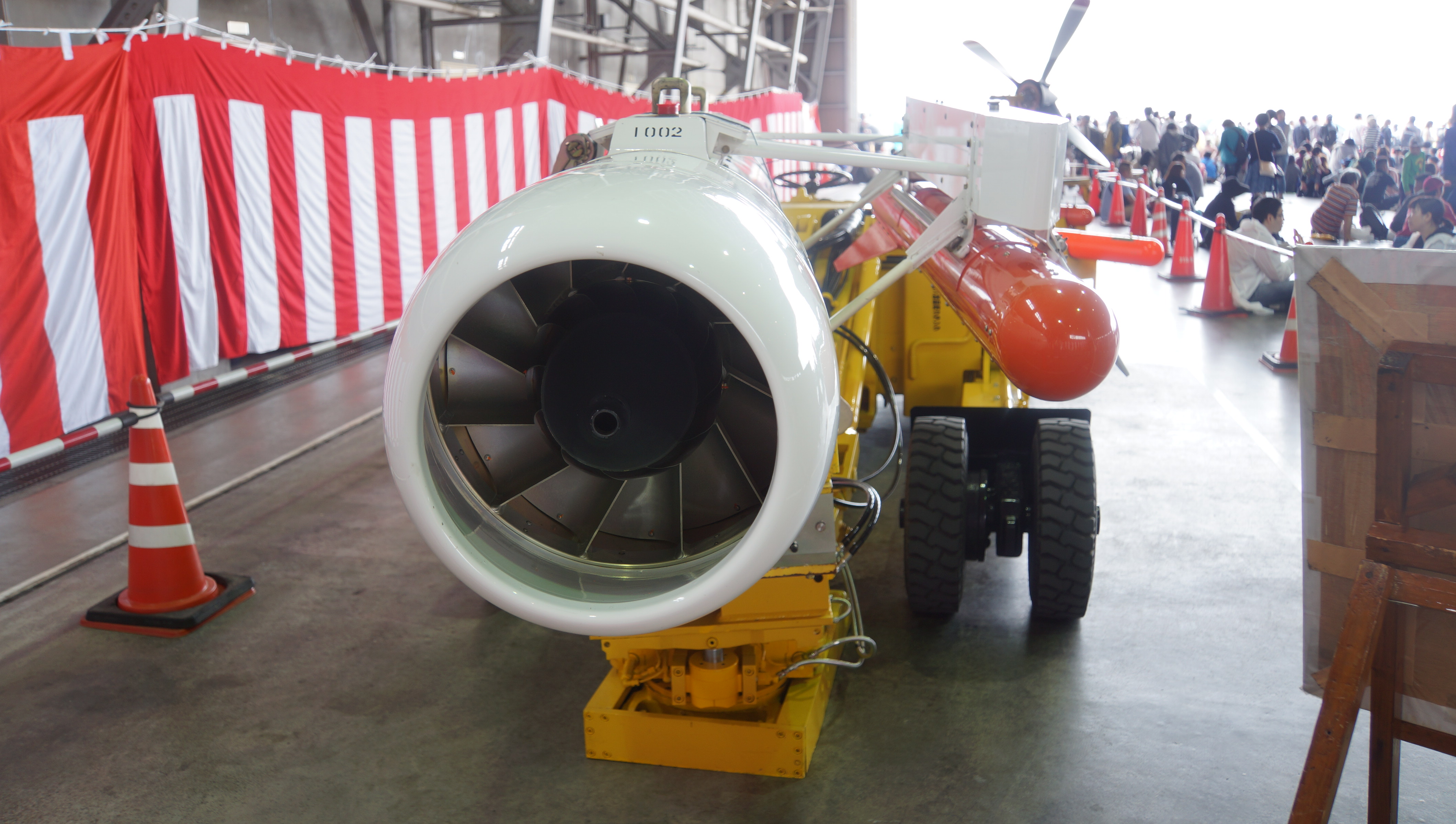
RM-30Aを正面から見た画像。RMK-35と違って標的がアームを介して側方ランチャーに収容されているのが分かる。そのため、RM-30AはRMK-35より広範な機体へ搭載が可能となっている。
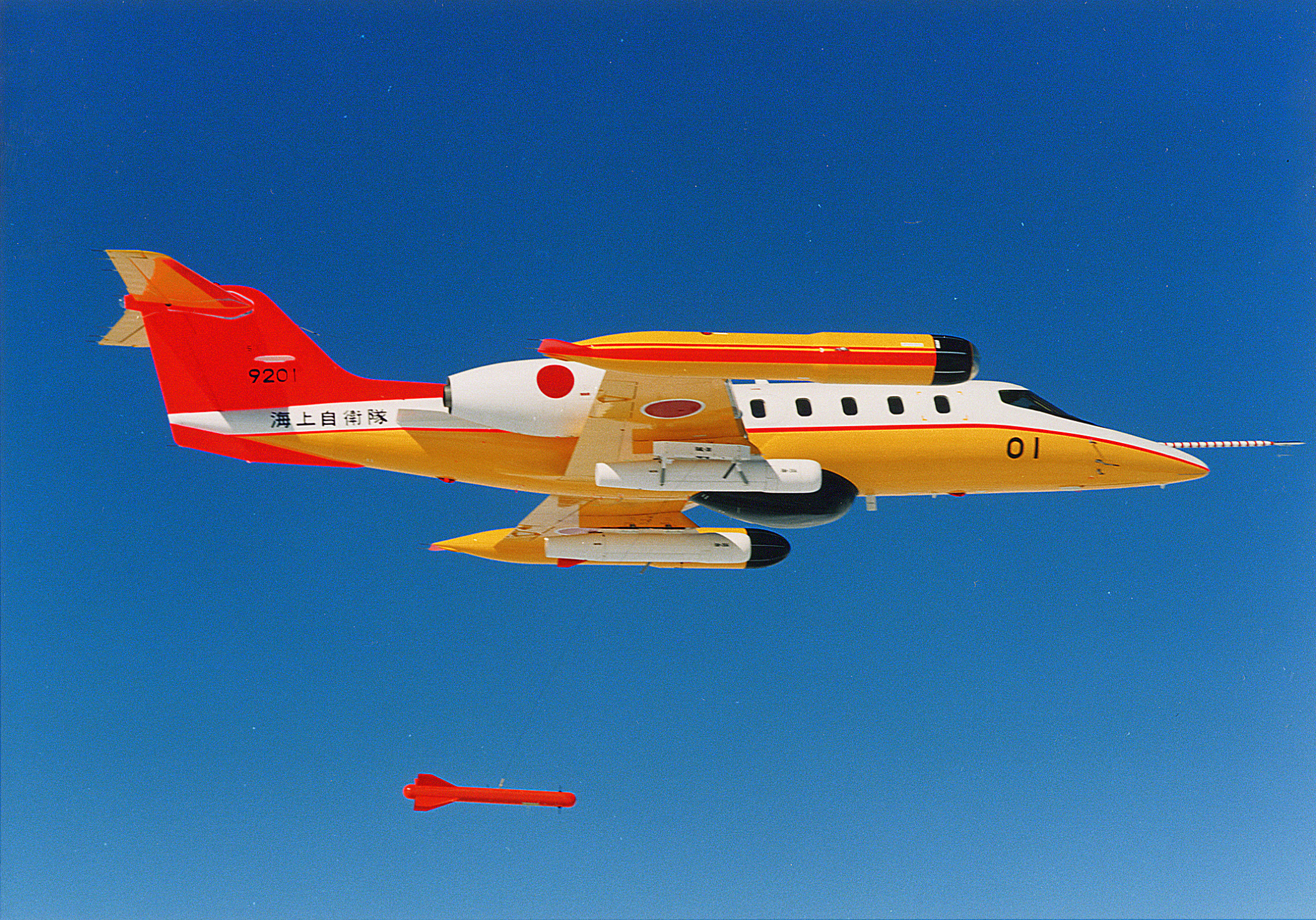
写真のえい航標的は外部アンテナが確認出来るところから、射撃評価装置（MDI）を内蔵したJAQ-5標準型と見られる。なお、射撃評価は機内にあるテレメトリ受信装置で行う。